# 阿姆斯特丹-萊茵運河

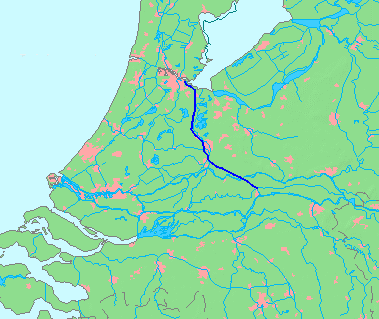
阿姆斯特丹-萊茵運河

阿姆斯特丹-萊茵運河（Amsterdam-Rijnkanaal）是荷蘭的一條運河，連接了阿姆斯特丹和萊茵河。阿姆斯特丹-萊茵運河全長約72公里。開鑿於19世紀末期的梅爾維第運河因淤積而在後來無法使用，促成荷蘭政府在1931年至1952年期間開鑿阿姆斯特丹-萊茵運河。1965年至1981年期間，運河進行了擴寬。
52°9′8″N 5°0′23″E / 52.15222°N 5.00639°E